# 퀀타 컴퓨터
퀀타 컴퓨터(Quanta Computer, 중국어: 廣達電腦)는 중화민국에 위치한 노트북 및 기타 전자 하드웨어 제조사이다. 고객으로는 애플, 델, 휴렛 팩커드, 에이서, 에일리언웨어, 아마존, 시스코 시스템즈, 후지쯔, 게리콤, 레노버, LG, 맥스데이터, 마이크로소프트, MPC, 블랙베리, 샤프, 지멘스, 소니, 썬 마이크로시스템즈, 도시바, 밸브, 버라이즌 와이어리스, 비지오 등이 있다.
퀀타는 기업형 네트워크 시스템, 홈 엔터테인먼트, 모바일 통신, 자동차 전자장치, 디지털 홈 마켓으로 사업 부문을 넓혀나갔다. 또, GPS 시스템(핸드헬드 GPS, 차내 GPS, 블루투스 GPS, 기타 위치 기술을 포함한 GPS 등)을 제조하고 마케팅하고 있다.

## 역사
이 기업은 상하이시 태생의 사업가 베리 램에 의해 1988년 설립되었다. 베리 램은 홍콩에서 자랐고 타이완에서 교육을 받았다.

## 제품
- 애플 워치[3]
- 맥북 에어[4]
- 맥북 프로[5]
- 씽크패드 Z60m

## 같이 보기
- 타이완의 기업 목록